# فرودگاه اوریلیا
فرودگاه اوریلیا (به انگلیسی: Orillia Airport) یک فرودگاه همگانی است که یک باند فرود چمن دارد و طول باند آن ۴۷۱ متر است. این فرودگاه در کشور کانادا قرار دارد و در ارتفاع ۲۲۱ متری از سطح دریا واقع شده است.